# Mark Sedwill
Mark Philip Sedwill (né le 21 octobre 1964) est un diplomate et haut fonctionnaire britannique qui est Secrétaire du cabinet et chef de la fonction publique intérieure des premiers ministres Theresa May et Boris Johnson de 2018 à 2020. Il est également conseiller à la sécurité nationale du Royaume-Uni de 2017 à 2020. Il est auparavant ambassadeur du Royaume-Uni en Afghanistan de 2009 à 2010 et représentant civil principal de l'OTAN en Afghanistan en 2010. Il est secrétaire permanent du ministère de l'Intérieur de février 2013 à avril 2017.

## Jeunesse et éducation
Sedwill est né à Ealing. Il fréquente la Bourne Grammar School à Bourne, Lincolnshire, devenant le préfet en chef. Il fréquente l'Université de St Andrews, où il obtient un baccalauréat ès sciences (BSc), puis une maîtrise en philosophie (MPhil) en économie de St Edmund Hall, Oxford,.

## Carrière

### Début de carrière diplomatique
Sedwill rejoint le Foreign and Commonwealth Office (FCO) en 1989 et il sert dans le département de coordination de la sécurité et l'unité d'urgence de la guerre du Golfe jusqu'en 1991.
Il est ensuite affecté au Caire, en Égypte, de 1991 à 1994 en tant que deuxième secrétaire, puis premier secrétaire en Irak de 1996 à 1997 tout en exerçant les fonctions d'inspecteur en armement des Nations Unies, puis à Nicosie, à Chypre, en tant que premier secrétaire aux affaires politico-militaires et chargé de la lutte contre le terrorisme de 1997 à 1999. Il est secrétaire privé du secrétaire d'État aux Affaires étrangères et du Commonwealth (Robin Cook et plus tard Jack Straw) de 2000 à 2002 dans la perspective et les préparatifs de l'invasion de l'Irak en 2003.
Il est ensuite haut-commissaire adjoint au Pakistan, basé à Islamabad de 2003 à 2005, puis directeur adjoint du département Moyen-Orient et Afrique du Nord du ministère des Affaires étrangères. De 2006 à 2008, il est directeur international de la UK Border Agency, qui fait partie du Home Office,.

### Ambassadeur en Afghanistan et postes à l'OTAN
En avril 2009, Sedwill devient ambassadeur en Afghanistan, succédant à Sherard Cowper-Coles. En janvier 2010, il est en outre nommé représentant civil principal de l'OTAN en Afghanistan, pour être l'homologue civil du commandant de la FIAS, le général américain Stanley McChrystal puis le général américain David Petraeus,. Il est remplacé temporairement comme ambassadeur par son prédécesseur, Cowper-Coles, puis par William Patey, ancien ambassadeur britannique en Arabie saoudite.
En mai 2011, Sedwill succède à Dame Karen Pierce comme directeur général du FCO pour l'Afghanistan et le Pakistan (et donc en tant que représentant spécial du Royaume-Uni pour l'Afghanistan et le Pakistan). Il est également directeur général de la section politique du FCO, à l'automne 2012, en remplacement de Geoffrey Adams.

### Conseiller au ministère de l'Intérieur et à la sécurité nationale
En février 2013, Sedwill devient le secrétaire permanent du ministère de l'Intérieur, comblant le poste laissé vacant par Helen Ghosh,. Sedwill remplace Mark Lyall Grant comme conseiller à la sécurité nationale au Cabinet Office en avril 2017.
Pendant son mandat de secrétaire permanent, l'une des organisations dont le ministère de l'Intérieur est responsable MI5, échoue à protéger ses données. En 2019, Lord Justice Sir Adrian Fulford déclare que le MI5 a commis un "manque historique de conformité" avec les articles de la loi sur les pouvoirs d'enquête en 2016.

### Secrétaire du Cabinet

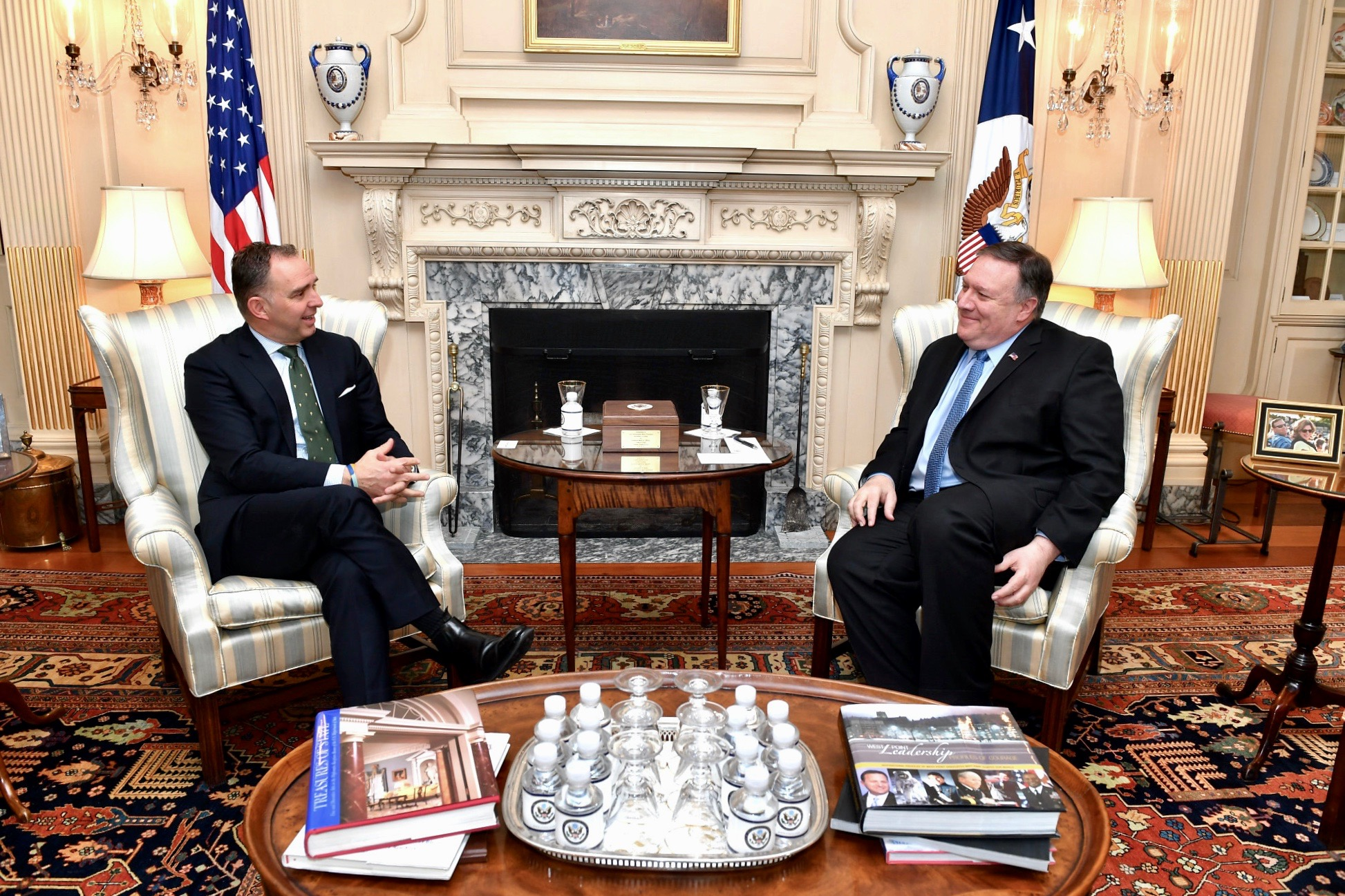
Sedwill (à gauche) rencontre le secrétaire d'État américain Mike Pompeo en mars 2019.

Sedwill devient secrétaire du Cabinet par intérim en juin 2018, tandis que Jeremy Heywood prend un congé pour raisons médicales et est nommé pour remplacer Heywood à sa retraite le 24 octobre 2018. Il est le deuxième secrétaire de cabinet à n'avoir jamais travaillé au Trésor de Sa Majesté, et le premier dont la carrière est dominée par le travail diplomatique et de sécurité,. Il est décrit comme le "premier et unique choix" du Premier ministre pour remplacer Heywood, sans processus de recrutement en cours et certains suggérant l'urgence des dispositions pour le départ du Royaume-Uni de l'Union européenne comme raison de la nomination rapide,,. Le Premier ministre Theresa May est critiquée pour avoir permis à Sedwill de rester en tant que conseiller à la sécurité nationale parallèlement à son rôle de secrétaire du Cabinet, avec des spéculations selon lesquelles le poste est gardé en réserve pour le conseiller européen Oliver Robbins,,.
En juin 2020, son départ est annoncé pour septembre 2020. Le Telegraph déclare que Downing Street considère Sedwill comme "une figure trop europhile et de l'establishment" pour être en poste pour mener les réformes prévues par Whitehall.
Sedwill quitte ses fonctions de conseiller à la sécurité nationale en septembre 2020. Il devait être remplacé par David Frost, qui est le conseiller spécial et négociateur en chef de Johnson dans les pourparlers sur les relations commerciales et sécuritaires post-Brexit avec l'UE. Cependant, Frost continue en tant que négociateur en chef avec l'UE en octobre 2020, et David Quarrey prend le poste de la NSA par intérim.
Sedwill est remplacé en tant que secrétaire de cabinet et chef de la fonction publique intérieure par Simon Case le 9 septembre 2020.
Il est nommé Compagnon de l'Ordre de Saint-Michel et Saint-Georges lors des honneurs d'anniversaire de 2008 et Chevalier commandeur lors des honneurs du Nouvel An 2018.
Le 11 septembre 2020, il est créé baron Sedwill de Sherborne dans le comté de Dorset.
En janvier 2021, il rejoint la banque d'investissement Rothschild & Co en tant que conseiller principal.

## Vie privée
Sedwill se marie en 1999 et a une fille. Il est membre de la Royal Geographical Society, membre de l' Institute of Directors et président du Special Forces Club.